# Халл, Ричард
Сэр Ричард Эмиат Халл (англ. Sir Richard Amyatt Hull; 7 мая 1907 – 17 сентября 1989) — британский военачальник, фельдмаршал (1965).

## Биография
Окончил привилегированные школу Чартерхаус и Тринити-колледж Кембриджского университета.

### Начало службы
С 1926 года служил в Британских Вооружённых Силах, в кавалерии.

### Вторая мировая война
С 1941 года командовал подразделением в уланском полку. С 1942 года — начальник штаба 1-й канадской бронетанковой дивизии. В 1943 году командовал 12-й пехотной и 26 бронетанковой бригадами, во главе их принимал участие в боевых действиях Североафриканской кампании, отличился в Тунисской операции. Тогда же произведён в бригадиры.
С 1943 года проходил службу в Военном министерстве Великобритании. В 1944 году некоторое время командовал 1-й бронетанковой дивизией, сражался в Итальянской кампании, участвовал в ряде крупных сражений на этом театре военных действий. С ноября 1944 года — командир 5-й пехотной дивизии, сражался на Западноевропейском театре военных действий во Франции и в Западной Германии. Один из самых молодых командиров дивизий в британской армии.

### Послевоенная служба
После окончания войны с 1946 года — директор Штабного колледжа в Кэмберли. С 1948 года — директор одного из командований в Военном министерстве. С 1950 года — преподаватель в Армейском Колледже Обороны. С 1953 года — начальник штаба командования британских войск на Ближнем Востоке, в 1954 году произведен в генералы. Затем был командующим британскими войсками в Египте. С 1956 года — заместитель начальника Имперского Генерального Штаба. С 1958 года — главнокомандующий британскими войсками на Дальнем Востоке.
С 1961 года — начальник Имперского Генерального Штаба. В 1964 году этот пост получил новое наименование — Генеральный Штаб Великобритании, и Халл вновь занял его. В 1961—1964 годах одновременно был генерал-адъютантом Её Величества. В 1965 году назначен на высший военный пост в Великобритании — начальника Штаба Обороны и одновременно с назначением произведен в фельдмаршалы. С 1967 года — в отставке.

### После военной службы
Ричард Халл пользовался высокой репутацией в военных и политических кругах. Одним из подтверждений этого стало большое количество присвоенных ему почетных званий и должностей. Так, в 1970—1975 годах он был констеблем Лондонского Тауэра, в 1978—1982 годах - Лордом-Лейтенантом графства Дэвон, почётным полковником в Кэмбридже и т.д.

## Награды
- Кавалер Ордена Подвязки (KG, 21.04.1980)
- Рыцарь Большого креста ордена Бани (GCB, 2.06.1961)
- Кавалер ордена Бани (КСВ, 2.01.1956)
- Компаньон ордена Бани (CB, 5.07.1945)
- Кавалер ордена «За выдающиеся заслуги» (DSO, 9.02.1943)